# プレーオフ
プレーオフ（プレイオフ、英語：Playoff）とは、スポーツ競技における通常の順位決定方式の後に行われる試合のこと。

## 概説
プレーオフは、通常の試合による一連の順位決定戦が行われた後に行われる試合のことで、通常の順位決定戦の予備的な方法で優勝者を決める試合や、さらなる上位の試合への出場権を争うときに予備的に行われる試合を指す。プレーオフでは、通常の順位決定法とは異なる方式で優劣を決めるため、対戦方式や結果がしばしば問題になる。
プロスポーツでは、通常の順位決定戦（レギュラーシーズン）よりも、プレーオフの方が注目度も収益性も高いため、プレーオフを、予備ではなく予め行うことにしていることがある。この場合、レギュラーシーズンの消化試合を少なくするため、プレーオフ出場枠を増やす方法がとられることもある。また、興行的にプレーオフの試合が多くなると、「予備」の意味とはかけ離れてくるため、「ポスト・シーズン・ゲーム」と呼ぶこともある。
通常の順位決定戦において、成績1位の者（またはチーム）が複数出る可能性がある方式の場合、競技者同士が話し合って、より多くの競技者が優勝賞金を得られるよう意図的に横並びにする危険がある。そのため、成績1位の者（またはチーム）が複数出た場合、優勝賞金を得られる優勝者（または優勝チーム）を絞り込むプレーオフが行われる。また成績1位の者（またはチーム）を判定する指標が複数存在し、且つその各指標が1位となったチームが異なる場合（最高勝率と最多勝利が異なる場合など）、それぞれの指標で成績1位の者（またはチーム）間で優勝者（または優勝チーム）を絞り込むプレーオフが行われる場合もある。この場合のプレーオフは「優勝決定戦」とも呼ばれる。
サッカーのFIFAワールドカップの予選では、通常の順位決定戦によって出場権を得られる順位の次点だったチームが、残る出場権を得るために行う予備的な試合をプレーオフと言う。
通常の順位決定戦の後ではなく、前に行われる予選をプレーオフと呼ぶこともある。
入れ替え制度を導入しているリーグでは、入れ替え戦の事をプレーオフと呼ぶ場合がある。これについては入れ替え戦を参照。この場合でも、通常の順位決定戦によって昇格できる順位の次点以下の数チームで、残りの昇格枠を争うプレーオフが行われる場合もある。
リーグによっては、何らかの理由により通常の順位決定戦が開幕延期・中断・繰り上げ閉幕となった場合、プレーオフを中止もしくは縮小する場合がある。
順位決定後にプレーオフを行う場合、プレーオフ出場チームの中で成績が良いチームの本拠地でより多く開催できるようにする場合や、成績の良いチームをシード扱いする場合がある。

## 独立した組の成績優秀者が行うもの
複数組に分かれ、それぞれの地区やブロックごとにプレーオフ進出者を決定、最終的に選ばれたもの同士が勝ち残り式トーナメントや総当りリーグ戦を行い優勝者を決定する。
プロスポーツの多くはこの形のプレーオフ制度を採用し、興行としての価値や盛り上がりを高めている。各組の順位も、シードの権利や、相対的に弱い相手とあたれる権利、各リーグ2位のうち最高成績者は選出される（ワイルドカード）ことなど、上位の順位争いも興をそがないような工夫がされている（ポストシーズンともいう）。

### MLB
地区予選ともいうべき制度。2022年度以降のルールでは、MLBのアメリカンリーグとナショナルリーグ、各リーグで5チームの地区ブロック（ア・東、ア・中、ア・西、ナ・東、ナ・中、ナ・西）に分かれてリーグ戦を行い、ブロック成績最優秀（地区優勝）チーム及びそれ以外の勝率上位3位チームを加えた6チームずつによるトーナメント戦を行う。各リーグでの準々決勝にあたる1回戦はワイルドカードシリーズ（3試合制、地区優勝でも各3地区のうち勝率が最低のチームはここから参加）、準決勝に当たる2回戦は地区シリーズ（5試合制、地区優勝で勝率が1位・2位のチームはここから参加）、決勝戦にあたる3回戦はリーグ優勝決定シリーズ（7試合制）と呼ばれる。最後にリーグ優勝同士でワールドシリーズ（7試合制）を行い、その年の優勝チームを決定する。

### NFL
アメリカン・フットボール・カンファレンス（AFC）とナショナル・フットボール・カンファレンス（NFC）の両カンファレンスで4チームずつの地区ブロック（東・北・南・西）に分かれ、各チームは前のシーズンの地区内順位などに基づいて決められた対戦カード計17試合を行い、両カンファレンス別に各地区1位の4チーム及びそれ以外の12チームのうち成績上位の3チームをワイルドカードとして加えた7チームずつによるトーナメント戦を行う(2002年から2019年まではワイルドカードは2チームであった)。勝ち抜いたチームがカンファレンス代表としてNFLの年間王者決定戦「スーパーボウル」に出場する。

### NBA
全30チームをイースタン・カンファレンスとウエスタン・カンファレンスに等分し、さらにそれぞれのカンファレンスを5チームからなるディビジョン3つに分け、リーグ戦を戦う。全日程終了後、カンファレンスごとに各ディビジョンの勝率1位と残り12チームのうち勝率上位の3チーム、さらに次点の4チームで行うプレーイン・トーナメントの勝者2チーム（計8チーム）で、ノックアウトトーナメント方式のプレーオフを行う。2つのカンファレンスで優勝したチームはNBAファイナルと呼ばれる7番勝負を行い、優勝を決める。

### メジャーリーグサッカー
メジャーリーグサッカーでは2つのカンファレンス（イースタン・ウェスタン）に分かれるが、全チーム（2016年は20クラブ）と2回ずつの総当たり戦を行い、各地区上位3クラブずつ（6クラブ）+4位以下のクラブは地区に関係なく上位4チームがワイルドカードとしてノミネートされ、合計10チームがプレーオフに進む。
ワイルドカードの4チームはワンマッチプレーオフ（勝ち点の上位2クラブの本拠地での開催）を行い、そこで勝った2チームがMLSカップ準々決勝に駒を進める。

### 日本のサッカーのリーグ戦
日本サッカーリーグ
かつての日本サッカーの全国リーグ・日本サッカーリーグ（JSL）では、1985年度-1988-89年度において、2部リーグで「東西2リーグ制」を採用した。参加16チームを地域別8チーム×2組に分けて2回総当りの前期（予選）リーグを行い、その後それぞれの地区の上位4チームずつ8チームで後期（決勝）リーグを、下位4チームはそれぞれの地区で順位決定リーグを行い順位を決定した。（1985年度は12チームを6チーム×2組に分けて、各地区上位3チームと下位3チームに分かれる他は同様。）
日本女子サッカーリーグ
日本女子サッカーリーグでは、2000年度から2003年度まで、東西地域別の2回リーグ戦（地域によりチーム数は異なる）を前期（予選）に行い、その後後期（決勝）それぞれの地区の上位4チームが2回総当り、残りの下位チームは1回総当りの順位決定リーグを争った。
日本女子サッカーリーグ2部
日本女子サッカーリーグ2部においては、2010年度および2011年度は東西2ブロック制を採用していたため、1部リーグへ進出するチームを決定するためのプレーオフが設定されていた。なお2010年度は参加資格のある3チームによる総当たり、2011年度は参加資格のあるチームが1チームのみであったため実施されなかった。詳細は各年度記事を参照。
高円宮杯U-18サッカーリーグ
2011年度新設の高円宮杯U-18サッカーリーグでは、1部リーグ（プレミアリーグ）は日本を東西2地区に分けて実施され、各地区の優勝チームが年間王者決定戦として1試合勝負のプレーオフ（「チャンピオンシップ」の名称がある）を行う。
また、地域ごとのリーグから全国リーグへ参入するチームを決定する大会（地域リーグ→JFL昇格チーム決定戦＝全国地域サッカーリーグ決勝大会、高円宮杯U-18サッカーリーグ プリンスリーグ→プレミアリーグ昇格チーム決定戦など）もプレーオフの一種といえる。

### 日本のバスケットボールボールのリーグ戦
バスケットボール日本リーグ
旧日本リーグでは1988年度-2000年度（女子は1991年度まで）の間、参加12チームを6チームずつの2組（男子・タイガーディビジョンとクーガーディビジョン、女子・アンドロメダディビジョンとカシオペアディビジョン）とに分けて、ディビジョン間交流戦を含めた予選リーグを行った後、それぞれの上位・中位・下位2チームずつ（合計4チームずつ）で順位決定トーナメントを行った。その後男子のみが2組制を採用し、決勝トーナメント進出は上位各組4チーム（8チーム）に拡大。5位以下の総合9-12位の成績はレギュラーシーズンのみの成績で決め、上位8チームはプレーオフの成績を元に順位を決定した。
日本プロバスケットボールリーグ(bjリーグ)
かつての日本バスケットボールの全国リーグ・bjリーグではプレーオフ制度は初年度より実施していたが、2007-08シーズンよりカンファレンス制導入に伴い改定される。2008-09シーズンはカンファレンスごとにレギュラーシーズン上位4チームで「カンファレンス セミファイナル」を行い、その勝者がファイナル4へ進む。システムの詳細はBjリーグプレイオフを参照。
ジャパン・プロフェッショナル・バスケットボールリーグ(Bリーグ)
Bリーグ1部では3地区各上位6チーム及び各地区の3位以下のうち上位2チームによるプレーオフで決定する。準々決勝・準決勝はレギュラーシーズンにおける上位チームのホームによる2連戦とし、1勝1敗の場合は2回戦終了後に5分ハーフの「3回戦（特別ルールあり）」を行う。決勝は中立地での一発勝負となる。3回戦および決勝で同点の場合は、決着が付くまで延長戦を行う。
Bリーグ2部では各地区1位チームと各地区1位チーム以外で最上位のチームによるプレーオフで決定する。 準決勝はレギュラーシーズンにおける上位チームのホームによる2連戦とし、1勝1敗の場合は2回戦終了後に5分ハーフの「3回戦（特別ルールあり）」を行う。決勝および3位決定戦は中立地での一発勝負となる。3回戦、決勝および3位決定戦で同点の場合、決着が付くまで延長戦を行う。

### ジャパンラグビートップリーグ
ジャパンラグビートップリーグでは2013年-2014年シーズンから2015年-2016年シーズンまでは16チームを8チームずつ2プールに分かれたファーストステージを行い、各上位4チームがセカンドステージにグループA進出、下位4チームはグループBに回る。グループA上位4チームがプレーオフトーナメントへ進む。（2015-2016年シーズンは2015 ラグビーワールドカップの都合により、セカンドステージが省略された形で行われた）
2017年-2018年シーズン以後、2019 ラグビーワールドカップの日程を踏まえて期間限定で復活し、16チームを8チームずつ2プールに分けてのグループ内総当たり7試合+グループ交流戦6試合（別組の中から6チームと対戦）の13試合のリーグ戦を行い、リーグ戦終了時の順位に沿って、1・2位、3・4位、5・6位、7・8位のそれぞれ2チームずつ（各組4チーム）のプレーオフラウンド出場チームを決める。1・2位組は「日本ラグビーフットボール選手権大会」を兼ねたものとして、優勝クラブがトップリーグ優勝との2冠を手にする。

### 中国野球リーグ
中国野球リーグは2006年から2地区制になり、両地区のレギュラーシーズン上位2チームがプレーオフに進出。たすきがけ方式で3戦先勝の準決勝を行い、勝者が3戦先勝の中国シリーズで戦う。

## 独立した組の準成績優秀者が行うもの
複数組に分かれ予選を行い、それぞれの成績優秀者が本戦に進出、準成績優秀者で残りの本戦進出者を決める。国別対抗大会に多い。

### サッカーの国際大会
FIFAワールドカップの地域予選
FIFAワールドカップの地域予選では違う地域の準成績優秀者同士で対戦し、勝てば成績優秀者と共にワールドカップ本大会へ出場できる。これを「大陸間プレーオフ」とも言う（詳細はFIFAワールドカップ・予選を参照）。
また、欧州地区予選では、各グループに分けてリーグ戦を行い、グループ2位が別のグループ2位と対戦し、勝てばグループ1位と共に本大会へ出場できる。大会によっては「プレーオフ」と「大陸間プレーオフ」の両方を行うこともある（無論、大陸間プレーオフに回るのは1チームだけ。例：2002 FIFAワールドカップ・ヨーロッパ予選）。しかし、大会によってはグループ2位の成績優秀者がプレーオフを行わず自動的に本戦に出場できたり（例：2006 FIFAワールドカップ・ヨーロッパ予選）、逆に成績下位者が自動的に敗退したりすることもある（例：2010 FIFAワールドカップ・ヨーロッパ予選）。
地域や大会によっては大陸間プレーオフへの出場権を懸けたプレーオフ（例：2010 FIFAワールドカップ・アジア予選）及び、負けたほうが大陸間プレーオフに回るプレーオフ（その場合、勝ったほうは本大会出場が確定。例：1998 FIFAワールドカップ・アジア予選）も実施される。
オリンピックの地域予選
オリンピックのサッカー競技の予選は、FIFAワールドカップと同様に地区別の予選が行われ、その際にFIFAワールドカップと同様の大陸間プレーオフが実施される場合がある。2000年以降では以下の大会で実施されている。左側のチームが勝者。
- 2000年シドニー大会（男子）： 南アフリカ共和国（CAF4位） -  ニュージーランド（OFC1位）
- 2008年北京大会（女子）（プレーオフ詳細）： ブラジル（CONMEBOL2位） -  ガーナ（CAF2位）
- 2012年ロンドン大会（男子）（プレーオフ詳細）： セネガル（CAF4位） -  オマーン（AFC4位）
- 2016年リオデジャネイロ大会（男子）： コロンビア（CONMEBOL2位） -  アメリカ合衆国（CONCACAF3位）
- 2020年東京大会（女子）： チリ（CONMEBOL2位） -  カメルーン（CAF2位）

FIFA女子ワールドカップの地域予選
FIFA女子ワールドカップの地域予選では、1999年アメリカ大会から大陸間プレーオフが導入されている。左側のチームが勝者。
- 1999年アメリカ大会： メキシコ(CONCACAF2位) -  アルゼンチン(CONMEBOL2位)
- 2003年アメリカ大会（プレーオフ詳細）： 日本(AFC3位) -  メキシコ(CONCACAF3位)
- 2007年中国大会（プレーオフ詳細）： 日本(AFC3位) -  メキシコ(CONCACAF3位)
- 2011年ドイツ大会（プレーオフ詳細）： アメリカ合衆国(CONCACAF3位) -  イタリア(UEFA5位)
- 2015年カナダ大会： エクアドル(CONMEBOL3位) -  トリニダード・トバゴ(CONCACAF4位)
- 2019年フランス大会： アルゼンチン(CONMEBOL3位) -  パナマ(CONCACAF4位)

欧州選手権
UEFA欧州選手権の予選では5～6チームずつのグループに分かれてリーグ戦を行い、1位および2位（2012年大会までは1位）のチームが本戦へ進む。そして3位（2012年大会までは2位）のチームで残りの出場枠を争って戦う。大会によっては2位の成績優秀者が自動的に本戦に出場できることもある。

### ラグビーワールドカップの地域予選
ラグビーワールドカップの予選にはサッカーワールドカップの予選と似た「敗者復活プレーオフ」が存在する。主にヨーロッパ地区4位、アメリカ地区4位、アフリカ地区2位の3チーム、オセアニア3位とアジア2位との対戦で、勝てば本大会に出場することができる。

### オリンピックの地域予選
近代オリンピック競技では地域予選の準成績優秀者が集まる「世界最終予選（Olympic Qualifying Tournament；略称OQT）」が行われることがある。総当り方式により上位チームが本大会に進出するケースが多い。北京オリンピックではバスケットボール・バレーボール・ハンドボール・ホッケー・野球・水球・卓球・シンクロナイズドスイミング・レスリングで採用されている。

### K-1
K-1 WORLD GPでも地域大会にエントリーしてGP本大会出場権を獲得していない選手を対象に世界最終予選を行っている。8月に出場選手8人（リザーブマッチあり）によるトーナメントを行い、勝ち抜いた選手が本大会出場権を獲得する。

## 複数のシーズンの成績優秀者が行うもの
レギュラーシーズンを複数のステージに分け、プレーオフの進出者を決定、組別と同じように優勝者を決定する。過去に日本プロ野球・パシフィック・リーグや日本プロサッカー・Jリーグ（J1）、日本アイスホッケーリーグなどで採用され、現在は野球の独立リーグ（四国アイランドリーグplus・ベースボール・チャレンジ・リーグなど）に採用。

## 同一の組で再度決定戦を行うもの
リーグ内での順位争いを活発化させ、1チームが独走した後半戦にも興味を持続できるようにする効果がある。ただし、リーグ戦が実質的に「プレーオフ進出者決定戦」という予選的な存在になりリーグ戦の価値が低下する憾みは存在する。ステップラダー方式のトーナメントを採用することが多い。それでも1位チームの勝利が続けば「リーグ内での順位争いの活発化」という意義が薄れ、逆に1位チームの敗北が続くとレギュラーシーズン1位の価値を大きく損ねるというジレンマも存在する。
この方式のプレーオフでは、下位チームが勝利した場合にレギュラーシーズンの順位を入れ替えるかどうかはリーグや時期によって異なる。
なお、天災などによりプレーオフが中止になった場合、リーグによって対応は異なり、レギュラーシーズンの順位を反映する場合、進出予定チームすべてを優勝扱いとする場合、優勝なしとする場合に分かれる。

### 日本プロ野球
パシフィック・リーグでは、2004年から2006年までの間、レギュラーシーズンの3位チームと2位チームが先ず2戦先勝方式の第1ステージを行い、その勝者とレギュラーシーズンの1位チームが3戦先勝方式の第2ステージで対戦してリーグ優勝を決める方式で開催していた。
セントラル・リーグでは、2001年より勝率1位のチームと勝利数1位のチームでのプレーオフが規定されていた（この方式によるセ・リーグでのプレーオフ事例はない）。
2007年から両リーグともに従来のプレーオフ制度は廃止され、日本シリーズに進出するリーグ代表を決めるためにクライマックスシリーズ（「クライマックス セ」と「クライマックス パ」）を開催することとなったが、クライマックスシリーズはリーグ優勝チームを決める制度ではなく、クライマックスシリーズの結果にかかわらずリーグ優勝はペナントレース勝率1位のチームとなることから、従前のプレーオフの位置づけとは異なる。
日本プロ野球のプレーオフの詳細についてはプレーオフ制度 (日本プロ野球)を参照。

### 韓国野球委員会（KBOリーグ）
KBOリーグでは以下のようにポストシーズンが行われ、プレーオフの勝者がレギュラーシーズン1位のチームと「韓国シリーズ」を行って優勝を決める。「プレーオフ」はポストシーズンの一段階に過ぎない。
1. レギュラーシーズン5位と4位が第1段階の「ワイルドカード決定戦」を行う（2015年より）。
2. ワイルドカード決定戦勝者（2014年まではレギュラーシーズン4位が自動的に参加）とレギュラーシーズン3位で第2段階の「準プレーオフ」を行う。
3. 準プレーオフ勝者（1993年～1998年は3位と4位のゲーム差が3.5以上の場合、レギュラーシーズン3位が自動的に参加）とレギュラーシーズン2位が第3段階の「プレーオフ」を行い、勝者は最終段階の韓国シリーズへ出場する。

基本的に韓国シリーズへ直行できるレギュラーシーズン1位チームが圧倒的に有利な制度であるが、2015年の斗山ベアーズのようにレギュラーシーズンは3位ながら準プレーオフ、プレーオフを勝ち上がりサムスン・ライオンズとの韓国シリーズに勝利し優勝となった例もある。
最終順位は韓国シリーズ優勝チームが1位、敗北チームが2位、3位以下は勝率順に並べられる（レギュラーシーズン4位・5位のチームは準プレーオフに勝利しても、プレーオフで敗退すると3位にはなれない）。

### Kリーグ
Kリーグでは14チームが2回総当りのリーグ戦を実施し、その年間総合成績上位6チームがプレーオフのトーナメントに進出する。 プレーオフはリーグ戦の年間成績で3位-6位，4位-5位で1回戦を実施し、その勝者同士で2回戦を行う。2回戦の勝者とリーグ戦年間成績2位のチームが準決勝で対戦し，その準決勝の勝者とリーグ戦年間成績1位のチームでチャンピオン決定戦を開催して優勝チームを決める。1回戦から準決勝までは一発勝負。決勝だけはホーム・アンド・アウェー。

### J2リーグの昇格プレーオフ
J2リーグ(J2)では、2012年からそれまでの「上位3チームが翌年度J1リーグ(J1)へ自動昇格」という制度に代えて、
- リーグ1位と2位のチームは自動昇格。
- リーグ3位から6位のチームがノックアウト方式のプレーオフを行う。

準決勝の対戦は3位チーム対6位チーム、4位チーム対5位チームとなり、各試合とも上位チームのホームでの試合となる。決勝は準決勝の勝利チーム同士が中立地で試合を行う。準決勝・決勝とも上位チームは勝利または引き分けでも勝利の権利を得られる。
但し、J1ライセンスを保有していないクラブが上位6クラブに入賞した場合は、そのチームは昇格・並びにプレーオフ進出の権利を失うため、それ以外のチームを対象とし、次点チームに対する繰り上げ昇格・プレーオフ進出は発生しない。
2012年のプレーオフはJ2年間順位6位の大分トリニータが勝ち残り昇格を決めた。詳細はJ1昇格プレーオフ、J1参入プレーオフを参照。

### セリエA、プレミアリーグ、プリメーラ・ディビシオン昇格プレーオフ
上記J1昇格プレーオフが参考にしたのものである。セリエBからセリエAへの昇格。イングランドのフットボールリーグ・チャンピオンシップからプレミアリーグへの昇格。スペインのリーガ・エスパニョーラセグンダ・ディビシオンからプリメーラ・ディビシオンの昇格のためのプレーオフである。
- ルールは上記J1昇格プレーオフを参照。

### なでしこリーグ
2014年から採用。10チーム2回総当たりのレギュラーシリーズ（1次リーグ）を行った後、エキサイティングシリーズと題して、勝ち点上位6チームと下位4チームがそれぞれ2回ずつ総当たりの順位決定戦を行う。

### Fリーグ
日本フットサルリーグでは2012年より採用。
2012年は1シーズン制によるもので、レギュラーシーズン33試合（12チーム3回総当り）を行った後、1位はプレーオフ決勝戦にシード。2位と3位により3戦2勝方式による準決勝を行い、その勝者と1位チームによる決勝戦は4戦3勝で争うが、1位チームにはあらかじめアドバンテージの1勝分が与えられており、1位チームは実質2勝で優勝となる。
2013年は前後期2シーズン制で、全体で4回総当たりの半分ずつを前期・後期に分けて、2回総当たりのリーグ戦の順位を基に、順位ポイントを作り、1位は決勝戦、2位は準決勝にシードし、3位と4位で1回戦を争う。
2014年は1期制に戻し、レギュラーシーズン3回総当たりののち、上位5チームでトーナメントを行う。1位チームは決勝戦に自動的に進出し、2-5位の4チームによって決勝進出のもう1チームを決める。

### アジアリーグアイスホッケー
アジアリーグアイスホッケー2回目となる2004～2005シーズンからの実施。
2009-10シーズンはリーグ参加7チーム中上位4チームがプレーオフ進出
- セミファイナル：1位vs4位・2位vs3位が､おのおの5試合を戦い3勝で勝ち抜け、ファイナルへ進出
- ファイナル：セミファイナルの勝者同士が､5試合を戦い3勝で優勝

2008-09シーズンはレギュレーションが変更になり、リーグ参加7チーム中上位5チームがプレーオフ進出
- ファーストラウンド：4位vs5位 が3試合を戦い2勝で勝ち抜け、セミファイナルへ進出
- セミファイナル：1位vsファーストラウンドの勝者・2位vs3位が､おのおの7試合を戦い4勝で勝ち抜け、ファイナルへ進出
- ファイナル：セミファイナルの勝者同士が､7試合を戦い4勝で優勝

2005-06～2007-08シーズンはレギュラーシーズン上位6チームが進出
- ファーストラウンド：3位対6位・4位vs5位 が5試合を戦い3勝で勝ち抜け、セミファイナルへ進出
- セミファイナル：1位vsファーストラウンド4位vs5位の勝者・2位vsファーストラウンド3位対6位の勝者が､おのおの5試合を戦い3勝で勝ち抜け、ファイナルへ進出
- ファイナル：セミファイナルの勝者同士が､5試合を戦い3勝で優勝

2004-05シーズン
- プレーオフ初開催
- レギュラーシーズン上位4チームが進出、5試合を戦い3勝で勝ち抜け、1位と4位・2位と3位の勝者がファイナルへ進出

### 日本ハンドボールリーグ
日本ハンドボールリーグでは第22回大会（1997年）から実施。
レギュラーシーズンの3位チームと2位チームが準決勝を行い、準決勝の勝者とレギュラーシーズンの1位チームが決勝を行う。男子は第29回大会（2004年）から、レギュラーシーズンの1位チームと4位チーム、2位チームと3位チームが準決勝を行い、その勝者同士で決勝が行われる方式に変更された。
準決勝・決勝ともに一発勝負であり、レギュラーシーズンの上位チームに対するアドバンテージはない。

### バレーボール・プレミアリーグ
V・プレミアリーグでは大きく2段階に分けてプレーオフを行う。
2014-15シーズンからは、レギュラーシーズン（8チーム3回総当たり・21試合）終了時の上位6チームがまず1回総当たりの「Vファイナル6」を行い、その成績上位3チームが翌週とその次週に1試合だけで争う決勝トーナメントに進む。最初に2位と3位でファイナル3を行い、その勝者が1位のチームとファイナルを行う。
過去の日本リーグ時代はレギュラーシーズン上位4チームによる総当たり決勝リーグだけで順位を争ったり、ステップラダー方式、あるいは対抗戦方式（直近の順位チーム同士の対戦をしない方式）を取り入れたこともあった他、Vリーグに移行した1994年度、1995年度のシーズンでは変則3シーズン制（年間3回総当りを1回ずつに区切る「レグ」単位で行い、各レグの1位の最大3チーム+それ以外の年間総合成績最上位を含めた合計4チームが決勝リーグに進むというやり方（2013-14年シーズンまではこの方式に準じ、全チーム3-4回総当たり→上位4チームによる総当たり準決勝リーグ→上位2チームでの決勝という方式だった）もあった。2005-06年シーズンはページシステム方式を採用したこともあった。

### バスケットボール・日本リーグ（男子）・Wリーグ（女子）
旧日本リーグ時代の一時期は2ブロック制を採用していたが、その後1ブロック制となりプレーオフの仕組みも変更された。
その後、男子・日本バスケットボールリーグ時代については8チーム総当り（6回・42試合）のレギュラーシーズンを行った後、上位4チームが準決勝は3戦2勝制、決勝は5戦3勝制のプレーオフを行い優勝を決めていた。
女子・Wリーグは2012-13シーズンより12チーム総当り（2回・22試合）のレギュラーシーズンを行った後、上位8チームがプレーオフに進出。まず総当り（1回・7試合）のファーストラウンドを行い、上位4チームが3戦2勝制の準決勝、そして5戦3勝制の決勝で優勝を決める。

### 韓国バスケットボールリーグ
韓国バスケットボールリーグではレギュラーシーズン上位6チームがプレーオフに進出する。1回戦では、3位vs6位（a）、4位vs5位（b）で2勝先勝したチームが2回戦進出。2回戦 では、aの勝者vs2位　bの勝者vs1位で3勝先勝したチームがファイナル進出。ファイナルでは、2回戦の勝者が対戦、4勝先勝したチームが優勝。

### 日本ソフトボールリーグ
日本女子ソフトボールリーグでは、上位4チームがページシステム方式の決勝トーナメントに進出する。

### NASCAR
アメリカ合衆国で行われる自動車競技、NASCAR・モンスターエナジー・NASCARカップ・シリーズにおいては、「Chase for the Sprint Cup（略称・チェイス）」と呼ばれるプレーオフ的システムを導入している。
詳細はモンスターエナジー・NASCARカップ・シリーズ#プレーオフを参照。

### 全米プロゴルフ
PGAツアーのプレーオフ制度はフェデックスカップ#プレーオフを参照。

### AFL・NRL
オーストラリアを代表するオーストラリアン・フットボール・リーグとナショナルラグビーリーグではレギュラーシーズン上位8チームが出場。第一週にクオリファイングファイナル（QF）とエリミネーションファイナル（EF）を実施。QF勝者がプレリミナリーファイナル（PF）に進出。QF敗者とEF勝者はセミファイナル（SF）へとすすむ。第二週のSF勝者がPFに進出。PFを勝ち抜いた2チームがグランドファイナルに進出しリーグチャンピオンが決定する。

## 通常の大会の前に行われるもの
本大会の前に行われる本大会出場チームを決める予選や予備予選をプレーオフと呼ぶことがある。意味合いとしては「独立した組の準成績優秀者が行うもの」のプレーオフを本大会の一部に組み込んだ形に近い。

### サッカーのチャンピオンズリーグ
UEFAチャンピオンズリーグ
UEFAランキング上位国のリーグ戦の上位クラブが本大会のグループリーグにシードとして出場し、UEFAランキング上位国の準上位クラブとUEFAランキング中位以下の国の上位クラブで残りの出場チームを決める予選を行い、この予選がプレーオフと呼ばれる。予選は4段階で行われ、UEFAランキングによって1回戦～4回戦のどの段階から出場するかが決められ、最も下位の国のクラブは1回戦から出場する。
2008年シーズンまでは予選は3段階で行われ、3回戦は2回戦を勝ち上がったUEFAランキング中位国の優勝クラブと、3回戦から出場するUEFAランキング上位国の準上位クラブの対戦で行われていた。
2009年シーズンから4段階に変更され、4回戦は正式にプレーオフと呼ばれるようになった。3回戦とプレーオフはUEFAランキング中位国の優勝クラブ同士が対戦する「優勝チーム予選」と、UEFAランキング上位国の準上位クラブ同士が対戦する「上位チーム予選」に分けれて行われる。これによって2008年シーズンまではランキング上位国のクラブに阻まれて本大会に出場できなかったランキング中位国の優勝クラブが出場できるようになった。
UEFAヨーロッパリーグ
UEFAチャンピオンズリーグとほぼ同じ形式で本大会出場チームを決めるプレーオフが行われている。
AFCチャンピオンズリーグ
2009年からUEFAチャンピオンズリーグのように本大会グループリーグの出場チームを決めるプレーオフが行われるようになった。2009年から2014年は2段階、2015年からは3段階で行われている。

### FIFAクラブワールドカップ
2007年からFIFAクラブワールドカップに開催国枠が設けられ、開催国代表と他の大陸と比べて実力の劣るオセアニア代表が対戦する1回戦の試合がプレーオフと呼ばれる。テレビなどでは開幕戦と呼ぶこともある。勝者が準々決勝に進出する。

## 予備的に行われるもの
たまたま最優秀成績者等が同星、同勝率、同スコアにならんだ場合、特別に競技を再度行い、その最優秀成績者を優勝等とする方式。

### ゴルフ競技
プロゴルフの公式ツアートーナメントやアマチュアの全国大会ではホールアウト時に最高成績者が同スコアで並んだ場合に行われる。3ホール程度のエキストララウンドのストロークプレー、もしくはホール数無制限でのサドンデスで優勝者を決定する。プレーオフの結果はスコア自体には影響しない。一般的には後者、即ちサドンデス方式が多い。本戦のトータルスコアには影響しないことから、敗者は2位扱いとなる。プロゴルフ大会でのプレーオフ参加者が3人以上の場合は2位〜プレイ人数順位の金額を全額を足して敗者の人数で折半した金額のみの賞金が加算される。
なお、オリンピックゴルフ競技では、1位から3位までの順位のうち、複数の選手が同スコアで並んだ場合には金・銀・銅のメダリストそれぞれ1名を決定するためのプレーオフがサドンデス方式により実施され、最終勝者（つまりメダリスト）が確定するまで競技が行われる。

### 将棋（プロ公式戦）

#### 順位戦A級 （名人位挑戦者決定リーグ）
日本将棋連盟の公式戦である順位戦A級で総当りリーグで最多勝の成績を挙げた棋士が複数出た場合、順位下位者から勝ち残り式（パラマス式）のトーナメントで挑戦者を決定するプレーオフが行われる。
規模として最大なのは第76期（2017年度）の、稲葉陽、羽生善治、広瀬章人、佐藤康光、久保利明、豊島将之による6者プレーオフである。6者は2018年3月2日の最終一斉対局の結果、6勝4敗で並んだ。久保と豊島の下位2名による王将戦七番勝負が進行中であったこともあり、プレーオフは超過密スケジュールの中で行われたが、最終的に2位の羽生が挑戦者となった。
その次の規模は4者プレーオフで過去4度あり、その中で第50期（1992年度）には、谷川浩司、南芳一、大山康晴、高橋道雄、の4者が6勝3敗でならび、順位最下位の高橋が3連勝で挑戦者の座をつかんでいる。
しかし4者以上プレーオフでは73期の行方尚史以外に順位戦最上位者の名人挑戦が無く、パラマス式が必ずしも最上位者優位とは言えない。
なお、B級1組以下の昇級者ならびに全順位戦の降級者は、前年度の成績から決定された順位で優先度が決定され、プレーオフは行われない。

#### 王位戦挑戦者決定リーグ
同じく日本将棋連盟の公式戦である王位戦は、予選を勝ち抜いた棋士8名と前期の結果によりシードになった棋士4名が紅組6名･白組6名に分かれて、総当りのリーグ戦を行うが、各組で最多勝の棋士が複数出た場合、順位戦A級と同様に、挑戦者決定戦（各組のリーグ最多勝者同士が対局し、王位挑戦者すなわち番勝負出場者を決定する。）への出場権者を決定するプレーオフが行われる。最近の例では、第52期（2011年）王位リーグ白組で羽生善治（当期シード1位）と村山慈明（予選勝抜）が4勝1敗で並び、プレーオフで羽生が勝利し挑戦者決定戦への出場権を獲得、羽生はその後更に挑戦者決定戦でも紅組優勝の藤井猛に勝ち、広瀬章人王位への挑戦権も獲得し、王位戦7番勝負ではフルセットの末に王位を奪取した。
なお、予選を勝ち抜いた棋士は同順位（3位）として扱われ、リーグ成績が3位以下だった場合は陥落となるため、各リーグで2位の成績を修めた棋士が2名以上いて、かつ、それが全員予選を勝ち抜いた棋士だった場合は、リーグ残留者を決める為のプレーオフが行われる。但し、前期の結果によりシードになった棋士が含まれる場合、シード順位に基づき優先度が決定され、プレーオフは行われない。最近の例では、第53期（2012年）王位リーグ白組で、いずれも予選から勝ち上がった丸山忠久と牧野光則が3勝2敗の2位で並んだため、プレーオフが行われ丸山が勝利し2位シード権を獲得、牧野は陥落となった。

#### 王将戦挑戦者決定リーグ
同じく日本将棋連盟の公式戦である王将戦も、リーグ最多勝の棋士が複数出た場合、プレーオフが行われる。但し、リーグ出場者は予選を勝ち抜いた棋士3名と前期の結果によりリーグに残留した棋士4名であり、リーグ最多勝の棋士が3名以上出た場合は、前期リーグのシード順位が優先され、上位2名のみでプレーオフが行われる。また、リーグ陥落者は当期の成績が同じ場合、前期リーグのシード順位が低いほうが陥落するが、予選からの参加者が複数人残留ライン上に並ぶなどで順位付けができない場合は、残留決定戦を行う。

### 大相撲
大相撲では本場所15日間に於いて幕内、十両は毎日1番ずつ15番の取組、幕下以下は15日のうちの7番の取組で行われ、一番勝ち星が多い者が2人以上いる場合は優勝決定戦を行う。2人の場合は直接対決で行われ、3人の場合は巴戦で行われる。巴戦の場合は3人のうち1人が2連勝しない限り延々と続けられる。又、5人6人の場合も予選を行い、3人に絞りこんで巴戦を実施する。4人又は7人以上の場合はトーナメント制で行われる。

### イタリアプロサッカーのセリエA
イタリアプロサッカーのセリエAでは純粋に勝敗（勝ち点）のみで順位を決定し、同率の場合でも得失点差などは考慮せず同順位としている。しかしカップ戦（UEFAチャンピオンズリーグなど）出場権やセリエB降格などで厳正に順位を決定する必要がある場合のみホーム・アンド・アウェー方式のプレーオフを行っている。

### 日本プロ野球のセントラル・リーグ（2000年まで）
セントラル・リーグでは、2000年まで複数チームの勝率が同率で1位になった場合に3試合制のプレーオフ実施が規定されていた（この方式によるセ・リーグでのプレーオフ事例はない）。日本プロ野球のプレーオフの詳細についてはプレーオフ制度 (日本プロ野球)を参照。
※（参考）日本選手権シリーズでは（公にはプレーオフとはしていないが）、本割の第7戦までで引き分け試合があり、どちらも4勝を挙げられずに決着が付かない場合は第7試合終了の翌日に第8試合、更にそれでも決着しなければ1日移動日を置いて相手方の球場で第9戦以後が行われる（8回戦以後は雨天など天災での中止にならない限り引き分けとはならず、延長無制限となる）。過去第8戦以降に優勝が持ち越されたのは1986年の西武対広島（8試合。西武4勝3敗1引き分け）の1例のみ。
また、2004年-2006年のパシフィック・リーグ優勝決定プレーオフ、および2007年以後のセ・パ両リーグの日本シリーズ出場権をかけた「クライマックスシリーズ」では、引き分け試合が発生し、規定の試合数（ファーストステージ3試合、ファイナルステージ6試合）を終了して結果的に勝ち星が同じ場合でも同点決勝はせず、対戦チーム間の順位の上位球団が勝ち抜けとなる。ただし実現はしなかったが2004・05年はレギュラーシーズン1位のチームが2チーム発生した場合、1stステージに進出するはずの3位はプレーオフ出場が喪失となり、当該2チームによって行うファイナルステージのみを行い、仮に2勝2敗1分けなど第5回戦終了時に成績タイだった場合、延長無制限の「プレーオフのプレーオフ」となる6戦目が行われることになっていた。

### 東京六大学野球
東京六大学野球連盟のリーグ戦では、勝ち点・勝率とも同率1位のチームがあらわれたとき、1試合制の優勝決定戦を行う。
1960年秋のリーグ戦では、同率で並んだ早稲田大学と慶應義塾大学の2チームによる優勝決定戦をおこなったが、その当時の明治神宮野球場には夜間照明設備が設置されていなかったので、日没引き分けが2試合続き、結果的に3試合目で決着がついた。リーグ戦の3試合と合わせて「早慶六連戦」と呼ばれている。
なおそれ以外の大学リーグでは、東都大学野球連盟1部リーグなど一部では勝ち点で並びの時に勝率に関係なく1ゲームプレーオフをするものと、東京六大学と同じように勝ち点・勝率が双方とも並びの時に1ゲームプレーオフをする場合とに分かれている。

### 競泳
公式競技の予選又は準決勝レースに於いて、次のステップへ進む際、当落線上に2人以上が同タイムで並んだ場合にのみ、当該選手同士による進出者決定レースを行う。このレース形式をスイムオフと言う。この場合には最先着者が勝ち抜けとなる。尚、スイムオフに於けるタイムは公式記録として公認される。

### 日本アマチュアレスリング
レスリングの国際大会に派遣する日本代表は日本レスリング協会が主催する2大大会（全日本選手権・選抜）で優勝（2冠）した選手を選考しているが、優勝者が異なる場合は選抜選手権内でプレーオフを実施する。

### 学生アメリカンフットボール
関西学生アメリカンフットボール連盟の秋季リーグでは、1位同率のチームが複数いた場合は規定によりそのチームすべてを優勝とみなすが、毎日甲子園ボウル（全日本学生選手権）の関西地区代表（2009年から全日本学生準決勝にシード）は1チームのみであるため、当該チーム同士による甲子園ボウル出場決定プレーオフを1試合行う（3チーム以上ある場合はトーナメント方式）。

### 射撃
オリンピックや世界選手権などの大規模大会では予選ラウンドを行い、勝ち抜いた8名にて決勝ラウンドを行うが、決勝進出者を決める際、最下位で並んだ選手が複数存在する場合には順位決定のために一発のみ発射し、的に当てられなかった者から敗退するサドンデス形式でのプレーオフ（射撃ではシュートオフと呼称する）を実施する。尚、シュートオフは決勝ラウンドでの総得点1位の選手が複数存在する場合にも優勝決定戦として行うこともある。

### FIFAワールドカップ予選
FIFAワールドカップの地域予選では、順位決定の最終手段として、中立地でのプレーオフを行うことが規定されている。1970年大会までは、純粋に勝ち点のみで順位を決めていたため、その頻度は多かった。